# Hans-J. Müller
Hans-Joachim Müller (* 1952 in Donaueschingen) ist ein deutscher Bildhauer.

## Leben
In den Jahren 1978 bis 1985 absolvierte er ein Studium der Bildhauerei an der Hochschule für Gestaltung in Bremen. 1985 folgte ein Arbeitsaufenthalt in Japan als Assistent von Bernd Altenstein (HfG, Bremen).
Ab 1992 begleitete er eine Gastprofessur an der Hochschule für Künste Bremen für Steinbildhauerei.

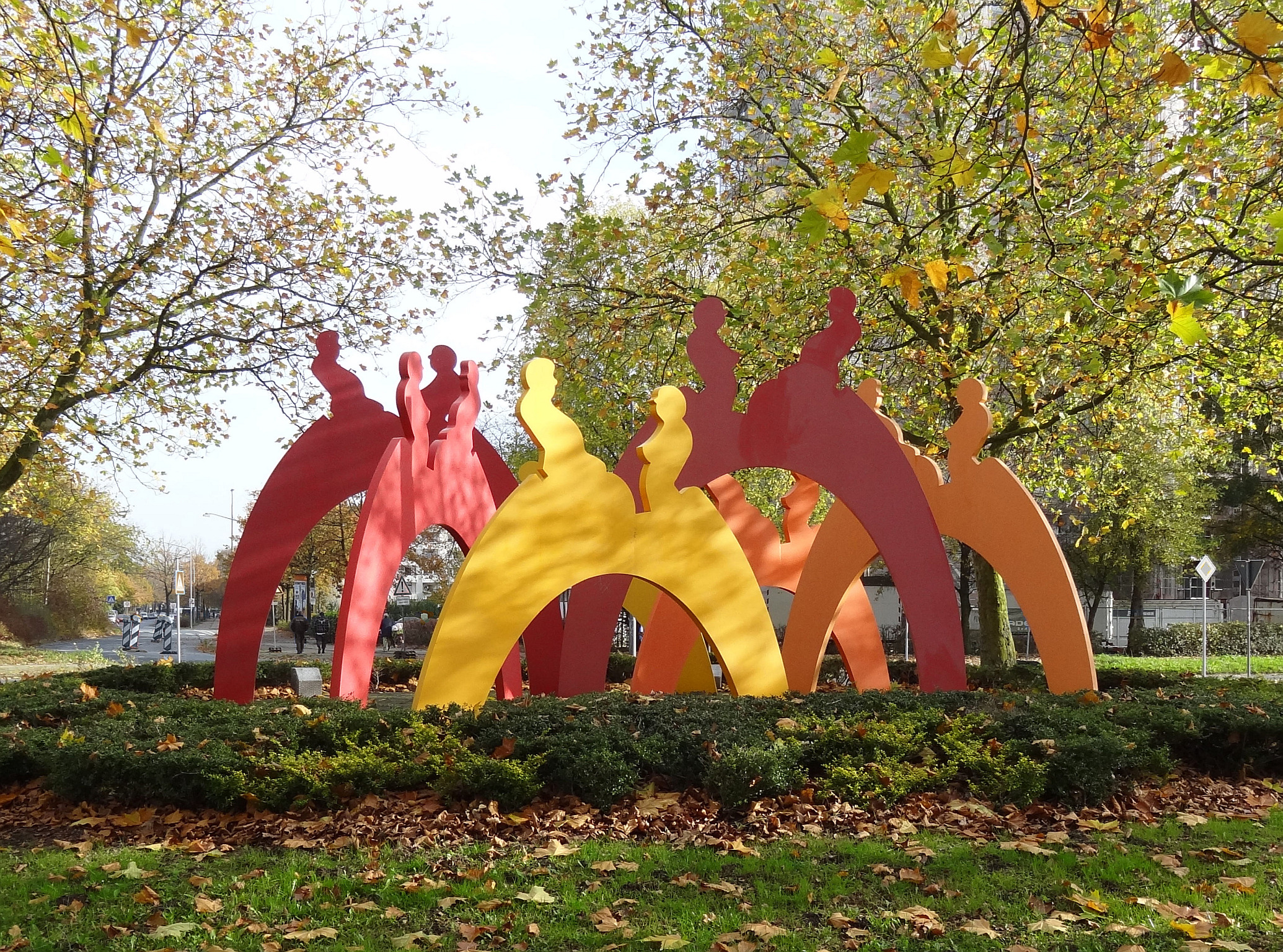
Paare, Neue Vahr Nord / August-Bebel-Allee, Bremen

In den Jahren 1998 bis 2002 führten ihn Lehraufträge im Bereich Architektur an die Fachhochschule Oldenburg sowie an die Hochschule für Künste in Bremen.
Stipendien und Arbeitsaufenthalte führten ihn u. a. nach Japan, Italien (Casa-Baldi-Stipendium der Deutschen Akademie Rom Villa Massimo, Olevano Romano), USA (Artist-in-Residence, Lookout-Sculpture-Park) und Syrien. Seit 1982 sind seine Arbeiten in Ausstellungen sowie auf Kunstmessen im In- und Ausland zu sehen.
In mehreren Städten der Bundesrepublik prägen seine Großskulpturen und Brunnenanlagen das örtliche Erscheinungsbild und sind fester Bestandteil des öffentlichen Raumes.
Müller ist freischaffend als Bildhauer in Bremen tätig.

## Werk

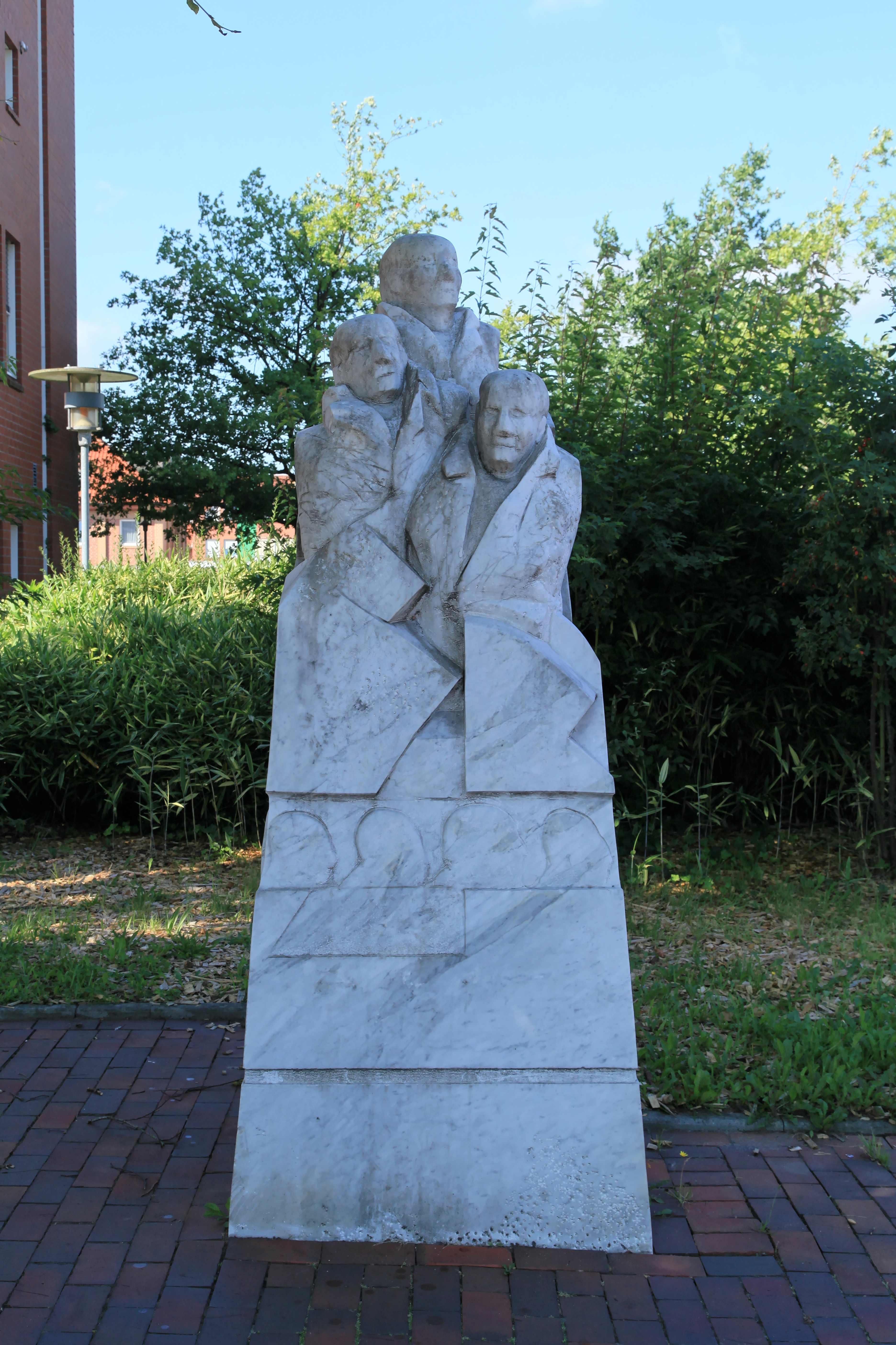
Pyramide mit drei Figuren, Am Stadtpark, Papenburg
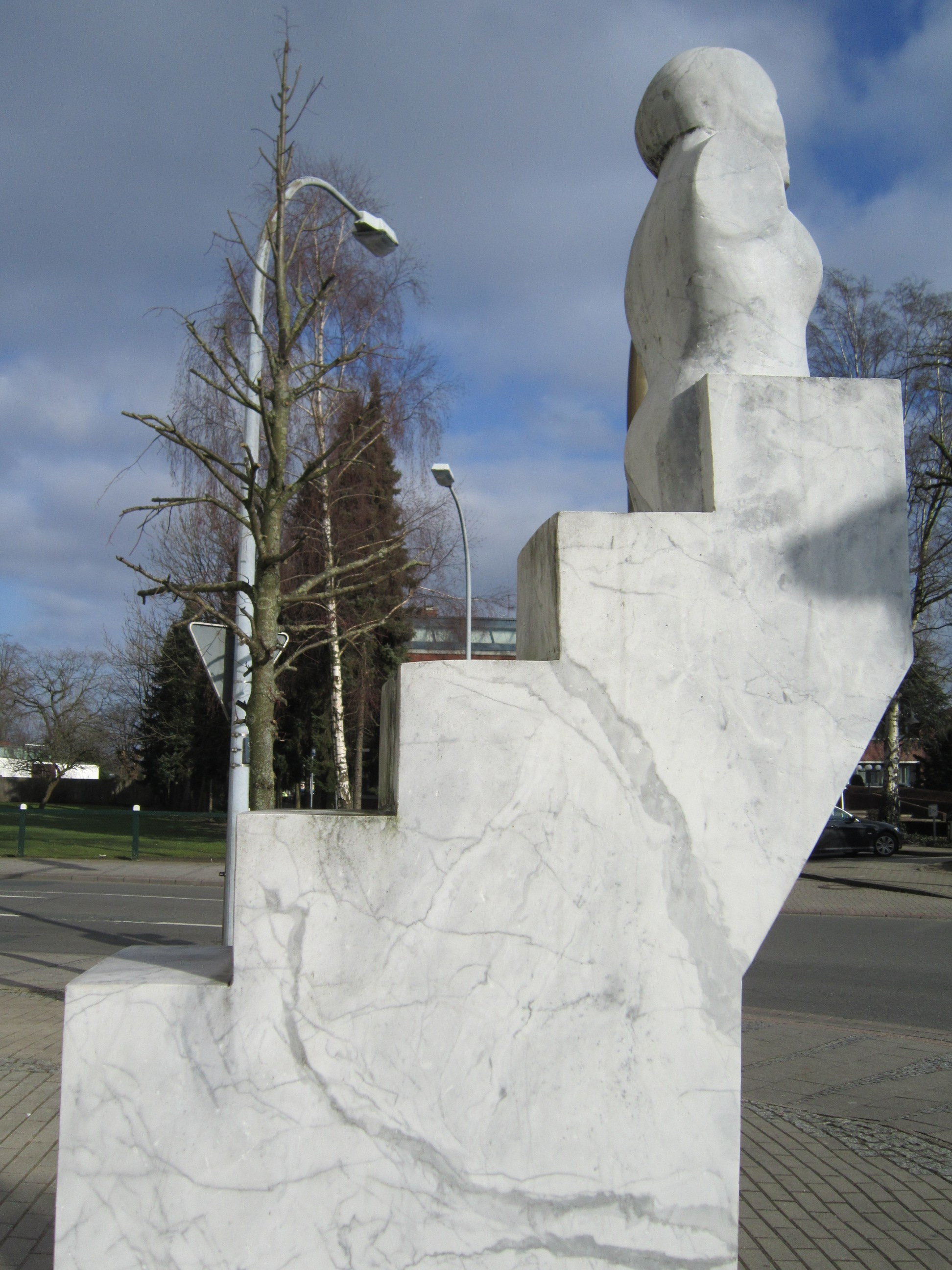
To the heaven, in Damme (Dümmer)

Als Bildhauer in den Bereichen Holz, Stein (v. a. Marmor und Travertin), Bronze und Eisen hat Hans-J. Müller eine unverwechselbare Handschrift entwickelt, die Geometrie und Figur verbindet. Die Setzung von Schrägen zwischen Block und Figur markiert einen Übergang zwischen beiden Bereichen, aber die Figur bleibt immer auch Grundform und umgekehrt.
Müllers Figuren fangen im Block an. Oder: Seine Blöcke gipfeln in der Figur. Das ist wohl eine Frage der inhaltlichen Perspektive.
Die menschliche Figur ist bei Müller immer oben, aber diese Figuren sind nie Krönung, sondern Teil eines bildhauerischen Programms, das von ihm mit großer Konsequenz durchgehalten wird.
Hans-J. Müllers plastische Sprache verrät die Herkunft des Künstlers aus der Bremer Bildhauerschule.

## Ausstellungen (Auswahl)
Einzelausstellungen
- 1987 Kunstverein Osterholz-Scharmbeck
- 1988 Galerie in der Remise, Feldkirch
- 1991 Galerie Teatro Romano, Lissabon
- 1994 Commune di Olevano Romano, Italien; Galerie Forma Actua, Groningen NL
- 1995 Galerie M, Hamburg; Künstlerhaus Cuxhaven
- 1996 Podium Kunst, Schramberg; Botanischer Garten Planten un Blomen, Hamburg; Kunstkreis Hameln; Kunstverein Erlangen; Galerie im Park, Bremen
- 1997 Galerie Netuschil, Darmstadt
- 1999 Städtisches Museum Engen + Galerie; Galerie Kunststück, Oldenburg; Galerie in der GildewArte, Versmold
- 2000 Museo del Marmo Carrara, Italien
- 2001 Kunst- und Kulturkreis Damme; Kunstverein Lüneburg im Heinrich-Heine-Haus; Galerie Lindern; Kunstverein Bersenbrück
- 2004 Kunstverein Schöningen; Galerie Aphold Basel-Aischwil, Abguss-Sammlung antiker Plastik, Berlin
- 2005 Galerie an der Pinakothek der Moderne, München
- 2006 Galerie Bremer, Berlin; Galerie Pont-de-suspension, Florac, Frankreich; Galerie CARPE DIEM, Toulouse
- 2007 Städtische Galerie Bremen, Galerie arsprototo, Erlangen; Galerie Dehullu, Gees, NL; Gerhard-Marcks-Haus, Pavillon, Bremen
- 2008 Königin-Christinen-Haus, Zewen; Galerie Belled, NL; Galerie Zeugma, Köln
- 2009 Bremer Landesvertretung Brüssel
- 2010 KD-Kunst, Wallhöfen
- 2014 Kunstverein Schenefeld; Skulpturengarten, Bunsen Goetz Galerie, Nürnberg

Gruppenausstellungen
- 1982 „Kunsthalle Dominikanerkirche“, heute Kunsthalle Osnabrück
- 1987 Kunstforum Hochschwarzwald Titisee-Neustadt
- 1988 Darmstädter Sezession, Gesellschaft für Aktuelle Kunst Bremen
- 1992 Städtische Galerie im Park Viersen
- 1996 Grosse Münchner Kunstausstellung
- 1997 Bronze – Zeitlos, Museum am Damm Oldenburg; Nordwest, Kunsthalle Wilhelmshaven
- 2001 Art Nimes, Frankreich; 3. Art International Zürich, Schweiz
- 2004 Gerhard-Marcks-Haus, Bremen
- 2006 Kunst an der Kante (Historisches Museum Bremerhaven)

## Kunst im öffentlichen Raum
- 1986 König und Königin, in Damme

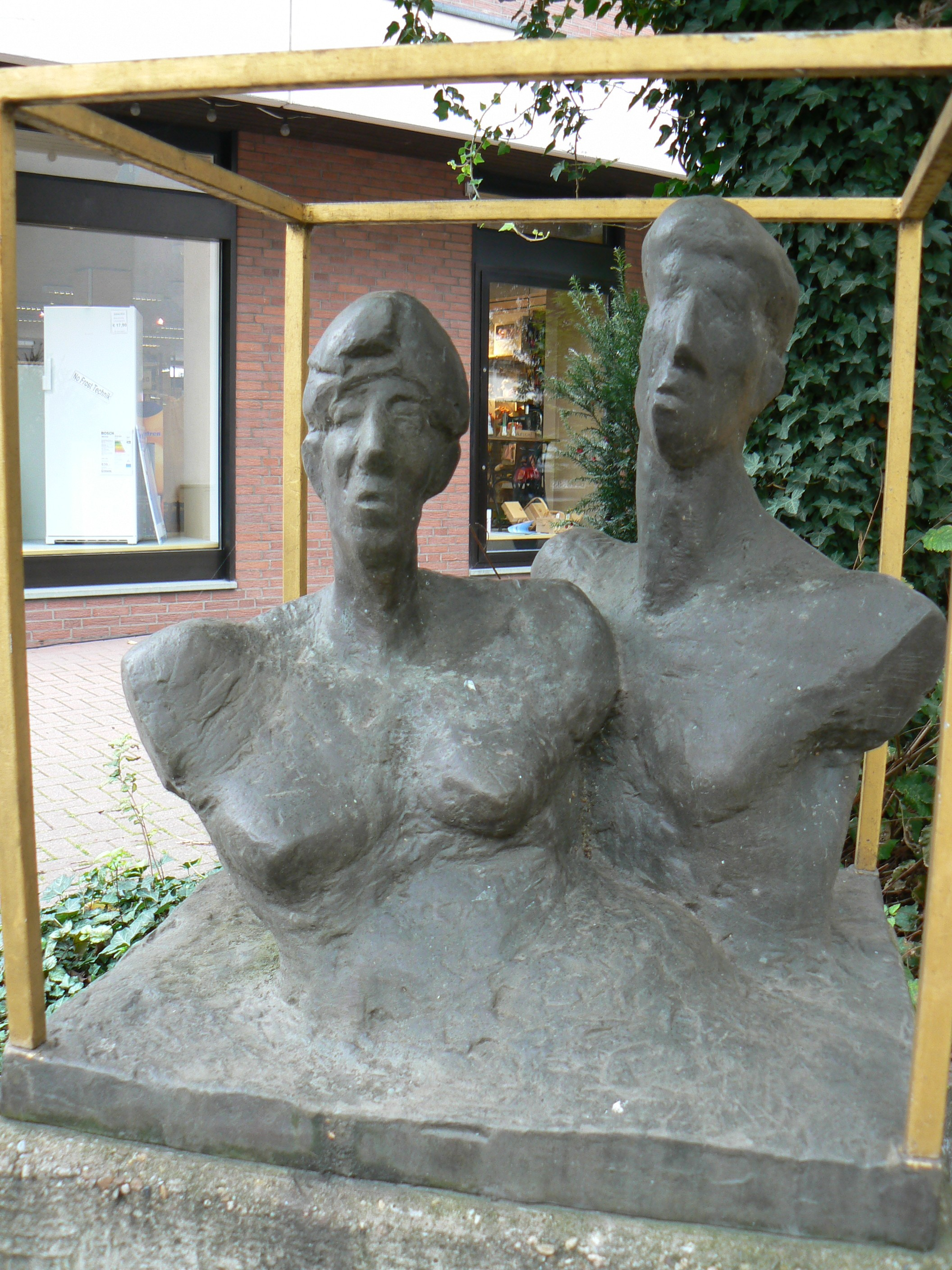
König und Königin, Damme

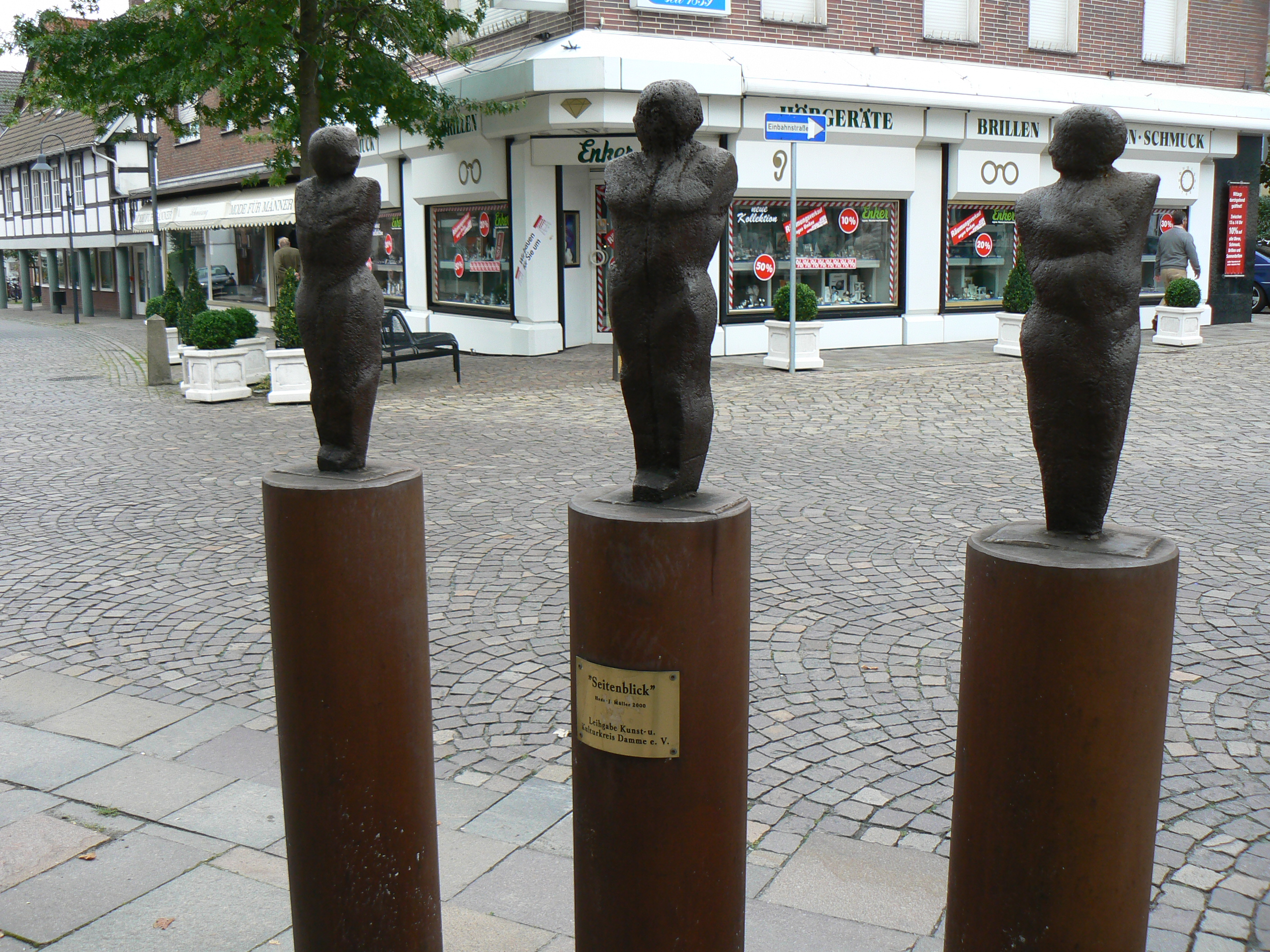
Seitenblick, Damme

- 1987 Finanzamt Delmenhorst; Am Stern, Bremen-Schwachhausen
- 1988 Der Ausrufer in Bronze, Sparkasse in der Gerhard-Rohlfs-Straße in Bremen – Vegesack
- 1988 Auf der Halm, Bremen-Lesum;
- 1988 Villa di Custonaci, Sizilien
- 1988 Fototermin in Bremen – Schwachhausen
- 1989 Kongresszentrum Rostock
- 1990 Postamt Papenburg
- 1992 Mann auf Pyramide beim BIAS der Universität Bremen
- 1992 Stadtbrunnen Blumberg
- 1993 Freiburg-Munzingen, Schloß Reinach
- 1994 Haldensleben, Fußgängerzone; Sparkasse Blumberg
- 2000 Seitenblick, Damme
- 2002 Reichstrasse, Freudenstadt;
- 2002 Rhododendron-Park, Bremen
- 2002 Paare in Bremen – Neue Vahr Nord, August-Bebel-Allee
- 2005 Marktplatz, Bad Pyrmont; Schule Bremen-Vegesack; Puerto del Rosario, Fuerteventura
- 2006 Selzingen (Seedorf)
- 2009 Flögeln, Kirchplatz;
- 2009 Damme, Zentrum
- 2011 Verden, Kreisverkehr Nordertor; Bremen, Acmos, Brunnenskulptur
- 2013 Verden, Kreisverkehr Osterkrug; Röthenbach a.d.Peg. Kirchplatz St. Bonifatius

## Symposien

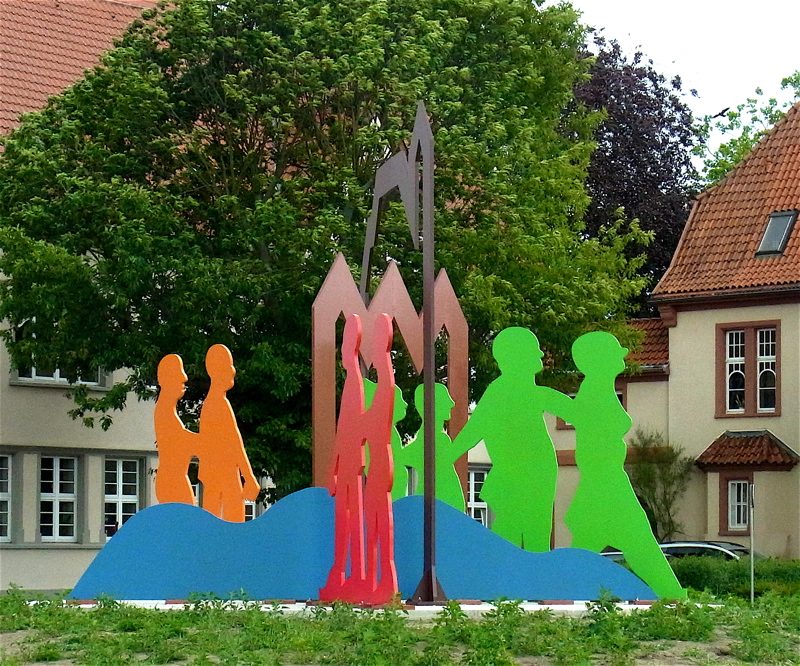
Nordertorkreisel, Verden

- 1982 Osnabrück mit dem Bildhauer Gautam
- 1988 Titisee-Neustadt; Custonaci, Sizilien, Italien
- 1989 Rostock
- 1991 Chauvigny, Frankreich
- 1994 Lookout-Sculpture-Parc, USA
- 1996 Cuxhaven
- 1999 Freudenstadt
- 2002 Franzensbad, Tschechien
- 2004 Lattakia, Jeem, Syrien
- 2005 Puerto del Rosario, Fuerteventura, Spanien
- 2006 NE Kunst, Gevelsberg
- 2009 Damme
- 2010 Bihać, Bosnien und Herzegowina